# حي دمون (حضرموت)
حي دمون هو أحد أحياء عزلة تريم التابعة لمديرية تريم في محافظة حضرموت اليمنية. يبلغ تعداد سكانه 6٬239 نسمة حسب التعداد السكاني في اليمن لعام 2004.